# Кабрера, Уильмер
Уильмер Кабрера Линарес (исп. Wilmer Cabrera Linares; 15 сентября 1967, Барранкилья) — колумбийский футболист, защитник, выступавший за сборную Колумбии. Ныне — тренер.

## Клубная карьера
Вилмер Кабрера за свою футбольную карьеру выступал за колумбийские клубы «Санта-Фе», «Америка Кали», «Мильонариос», «Депортес Толима», аргентинский «Индепендьенте», а также за коста-риканский «Эредиано» и американский «Лонг-Айленд Раф Райдерс». Наибольших успехов Кабрера достиг, выступая за «Америку Кали», трижды становясь чемпионом Колумбии в 1990, 1992 и 1997 годах.

## Международная карьера
Уильмер Кабрера попадал в состав сборной Колумбии на чемпионаты мира 1990 и 1998 годов. На турнире 1990 года из 4-х матчей Колумбии Кабрера не появился на поле ни в одном из них. На чемпионате 1998 года Кабрера сыграл во всех трёх матчах своей команды: играх группового турнира против сборных Румынии, Туниса и Англии, во всех них Кабрера выходил в стартовом составе сборной, проводя на поле все 90 минут.

## Тренерская карьера
Закончив карьеру игрока, Кабрера начал работать во фронт-офисе MLS в качестве менеджера по развитию латиноамериканских массовых и молодёжных программ.
Получив в 2005 году тренерскую лицензию USSF категории А, в январе 2007 года Кабрера вошёл в тренерский штаб сборной США для игроков до 18 лет, а 25 октября 2007 года он был назначен главным тренером сборной США до 17 лет.
31 марта 2012 года стал ассистентом главного тренера в клубе «Колорадо Рэпидз».
9 января 2014 года возглавил в качестве главного тренера клуб «Чивас США». После завершения сезона 2014 «Чивас США» был расформирован.
2 декабря 2015 года был назначен главным тренером «Рио-Гранде Валли Торос», команды из USL аффилированной с «Хьюстон Динамо».
28 октября 2016 года Кабрера возглавил «Хьюстон Динамо». В сезоне 2017 клуб под его руководством пробился в плей-офф, где дошёл до финала конференции. В 2018 году «Хьюстон Динамо» впервые в своей истории завоевал Кубок США. 13 августа 2019 года «Динамо» уволило Кабреру. К этому времени клуб шёл ниже зоны плей-офф, опустившись на девятое место в конференции. За три неполных сезона под его началом «Хьюстон» выиграл только в пяти гостевых матчах.
21 августа 2019 года Уильмер Кабрера сменил Реми Гарда на посту главного тренера «Монреаль Импакт». 24 октября 2019 года «Монреаль Импакт» объявил, что Кабрера не вернётся в клуб в следующем сезоне — его контракт истёк и не будет продлён. «Импакт» в 2019 году выиграл Первенство Канады, но в MLS не смог пробиться в постсезон.
11 февраля 2021 года Кабрера вернулся в «Рио-Гранде Валли Торос», став главным тренером и спортивным директором клуба.

## Достижения
Как игрока
«Америка Кали»
- Чемпион Колумбии (3): 1990, 1992, 1996/97

сборная Колумбии
- Бронзовый призёр Кубка Америки: 1995

Как тренера
«Хьюстон Динамо»
- Обладатель Открытого кубка США: 2018

«Монреаль Импакт»
- Победитель Первенства Канады: 2019